# ヴァフタング・レジャヴァ (経済学者)
ヴァフタング・レジャヴァ（グルジア語: ვახტანგ ლეჟავა、グルジア語ラテン翻字: Vakhtang Lezhava、1967年10月22日 – ）は、ジョージアの政治家、経済学者。インフラ省、経済開発省、改革調整省、財務省の副大臣を歴任し、2005年から2007年までジョージア首相の首席顧問を務めた。ヴァト・レジャヴァ（グルジア語: ვატო ლეჟავა、グルジア語ラテン翻字: Vato Lezhava）とも表記される。

## 生涯

### ジョージア政府
レジャヴァは2004年にインフラ省副大臣と経済開発省副大臣を務め、続いて2005年から2007年まで改革調整担当副大臣、2007年から2008年まで再び経済開発省副大臣を務めた。2009年から2012年まではジョージア首相の首席顧問および経済・ガバナンス諮問グループ長を務めた。2012年、財務省副大臣に就任。
レジャヴァは2004年から2012年にかけて政府の改革調整の主要メンバーであり続け、構造改革、規制改革、ビジネス環境改革の「三本の矢」による幅広い経済改革を導いた。レジャヴァは聖域なき改革により、省庁再編、民営化、そして国際貿易と投資環境の創出を促す自由化法を打ち出した。特にビジネス環境改革に関する調整は迅速な成功を収め、ジョージアのビジネス環境改善指数の世界ランキングは、2015年の112位から、2014年には8位にまで躍進した。またレジャヴァはジョージアの汚職防止評議会で副議長を務め、欧州評議会の反汚職国家グループにもジョージア代表として参加した。この間、ジョージアはトランスペアレンシー・インターナショナルの腐敗認識指数で世界124位（2003年）から51位（2014年）へと上昇し、一部のEU加盟国を上回る順位となった。
2008年以降、レジャヴァはEUとの連合協定の経済に関する部分について、ジョージア政府側の交渉担当者を務めた。レジャヴァはEUと交渉を行うチームの中核メンバーであり、2009年から2012年にかけてはEUとの深化した包括的自由貿易協定で交渉プロセスに深く関与し、主要2項目を担当した。

### 民間活動

日本の貝谷俊男大使と「トビリシ自由大学日本語教育機材整備計画」の署名を行ったレジャヴァ（2017年3月2日）

レジャヴァは2012年にトビリシ自由大学の学長に就任した。レジャヴァは質の高い教育と卒業生の高い就職率を維持しつつ、入学者数を2倍に増やした。2016年8月にはジョージア農業大学の学長に就任した。
レジャヴァは2014年から2016年にかけて、カハ・ベンドゥキゼが設立した非営利慈善団体「知識財団」でCEOを務めた。ここでレジャヴァは、高等教育に対して5,000万米ドルという前例のない規模の民間投資を行った。レジャヴァはコンサルティング会社「レポルマティキス」の創業者および提携パートナーとして、中央ヨーロッパ、アフリカ、アジアの多数の政府に対して助言を行った（2011年–2015年）。レジャヴァはジョージアラグビー協会の理事を務めた（2011年–2015年）。
2017年には日本から73,913米ドルの支援を受けて、「トビリシ自由大学日本語教育機材整備計画」に署名した。